# 小梁川宗秀
小梁川 宗秀（こやながわ むねひで）は、戦国時代の武将。伊達氏の重臣。

## 概要
永正7年（1510年）、小梁川宗朝の子として生まれる。天文の乱においては父と共に伊達稙宗に属す。
元亀元年（1570年）に中野宗時と牧野久仲父子が謀反を起こすが、宗秀は新田景綱と共に征伐を命じられた。同年、宗時と久仲が篭る小松城攻撃の先鋒を任せられ、戦闘の最中に討ち死にした。享年61。